# Нортемптон (округ Фултон, Нью-Йорк)
Нортемптон (англ. Northampton) — місто (англ. town) в США, в окрузі Фултон штату Нью-Йорк. Населення — 2472 особи (2020).

## Демографія
Згідно з переписом 2010 року, у місті мешкало 2670 осіб у 1151 домогосподарстві у складі 761 родини. Було 2026 помешкань
Расовий склад населення:
| - 97,2 % — білих - 0,4 % — азіатів - 0,3 % — корінних американців - 0,3 % — чорних або афроамериканців - 0,2 % — вихідців з тихоокеанських островів |

До двох чи більше рас належало 1,0 %. Частка іспаномовних становила 1,6 % від усіх жителів.
За віковим діапазоном населення розподілялося таким чином: 20,5 % — особи молодші 18 років, 59,0 % — особи у віці 18—64 років, 20,5 % — особи у віці 65 років та старші. Медіана віку мешканця становила 46,0 року. На 100 осіб жіночої статі у місті припадало 100,6 чоловіків;  на 100 жінок у віці від 18 років та старших — 97,9 чоловіків також старших 18 років.
Середній дохід на одне домашнє господарство  становив 68 000 доларів США (медіана — 58 452), а середній дохід на одну сім'ю — 80 211 долар (медіана — 67 443). Медіана доходів становила 41 500 доларів для чоловіків та 36 458 доларів для жінок. За межею бідності перебувало 11,3 % осіб, у тому числі 14,5 % дітей у віці до 18 років та 3,0 % осіб у віці 65 років та старших.
Цивільне працевлаштоване населення становило 1179 осіб. Основні галузі зайнятості: освіта, охорона здоров'я та соціальна допомога — 30,2 %, роздрібна торгівля — 13,7 %, мистецтво, розваги та відпочинок — 10,9 %.